# 赵充国

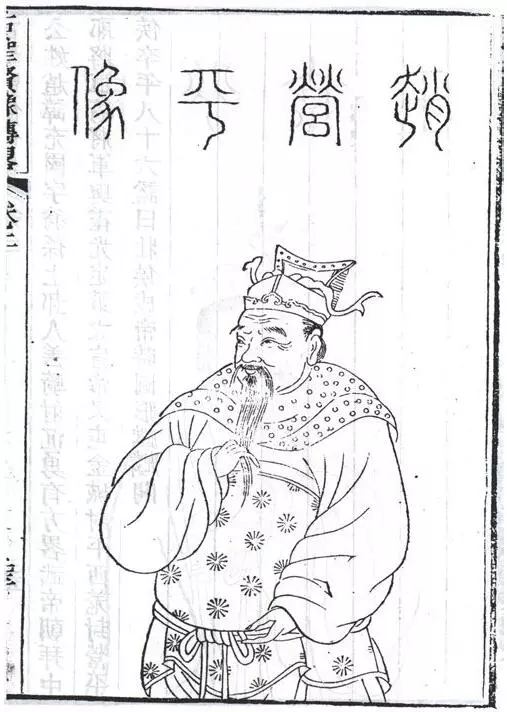
《古圣贤像传略》趙充國像

趙充國（前137年—前52年），字翁孫，原隴西上邽人，後遷至金城令居，西汉名將。其為人沉勇，善於謀略，通曉匈奴和西羌的習性，汉武帝時期，趙充國隨貳師將軍李廣利征討匈奴，返國後升遷為中郎，此後歷任車騎將軍長史、大將軍都尉、中郎將、水衡都尉、後將軍等職位。汉昭帝逝世後，趙充國與大將軍霍光等人擁立汉宣帝即位，因功受封營平侯。神爵元年，他以七十餘歲高齡率軍出征，成功弭平羌人的叛亂。甘露二年，趙充國去世，享年八十六歲，諡號「壯」，為麒麟阁十一功臣之一。

## 生平

### 早年經歷
趙充國最初僅是一名騎士，後來以六郡良家子弟善於騎射者的身分，補任為羽林衛士，他為人沉著勇武，富有謀略，年輕時因喜好將帥的氣節，而研習兵法，通曉四方蠻夷的事務。
汉武帝年間，趙充國以假司馬一職隨同貳師將軍李廣利征伐匈奴，遭到匈奴大軍重重包圍，漢軍斷糧數日，傷亡人數眾多，趙充國與一百多名壯士衝鋒陷陣，突破包圍，貳師將軍帶領軍隊跟隨其後，這才得以脫困而出，趙充國全身有二十多處地方負傷，貳師將軍把情況上奏給漢武帝，漢武帝下令傳召趙充國前來，親自接見並探視他的傷情，感嘆稱讚，授官趙充國為中郎，升任車騎將軍长史 。
汉昭帝時，武都郡的氐人反叛，趙充國以大將軍護軍都尉的身分帶兵平定叛亂，升遷為中郎将，率兵屯守上谷郡，回朝後被任命為水衡都尉。後來，趙充國再次率兵出擊匈奴，成功擄獲匈奴西祁王，被擢升為後將軍，同時依舊兼任水衡都尉的職位。
昌邑王刘贺被廢後，趙充國與大將軍霍光共同決策擁立汉宣帝登基，以擁戴之功受封營平侯。本始年間，趙充國以蒲類將軍一職帶領軍隊征討匈奴，斬殺數百名敵軍，回師後被任命為後將軍、少府。匈奴大舉出動十多萬名騎兵，南下逼近漢朝邊塞，抵達符奚廬山，準備入侵漢朝疆土大肆搶掠。此時，從匈奴一方逃走的題除渠堂投降漢朝後，說出匈奴打算南侵的情報，漢朝遂派遣趙充國率領四萬名騎兵駐守在邊境的九個郡上，單于聽聞消息後，引兵退去。

### 平定西羌
起初，漢武帝派兵開拓河西四郡，隔絕羌人與匈奴往來相通的道路，驅逐當地的羌人，不讓他們繼續居住在湟中地區，漢宣帝即位後，派遣光祿大夫义渠安国出使巡視羌人各部族，羌人中的先零部落表示希望在一定時節渡河到湟水北岸，找尋漢民不耕種的地方放養牲畜。義渠安國把此事上奏給漢宣帝。趙充國立即彈劾義渠安國奉命出使犯有不敬之罪。在這之後，羌人憑藉先前所言，肆意渡過湟水，各郡縣皆無法禁止。
元康三年，先零與羌人各族的酋長二百多人消弭仇怨，互相交換人質後訂立盟誓。漢宣帝得知消息後，就此事徵詢趙充國的看法，趙充國答道：「羌人之所以容易控制，是因為其各部族皆有自己的首領，他們之間時常互相攻擊，勢力不能統一。三十多年以前，西羌造反時，也是事先消解怨仇，訂立盟約攻打令居，同漢朝相抗衡，直到五六年後才平定。到了征和五年時，先零首領封煎等派人出使匈奴，匈奴再派使者到小月氏，傳話告訴各羌人部族說：「漢朝的貳師將軍帶領十多萬人投降了匈奴。羌人為漢朝服役相當勞苦。張掖、酒泉本來是我們的領土，當地土壤肥美，可以一同攻打佔領那裏」，由此可以看出匈奴想與羌人聯手，不是一世的事了。不久前匈奴的西面受困，聽說烏孫派兵前來保衛邊塞，又懼怕戰事從東面開始，因此數次派遣使節到尉黎、危須諸國，答應送給他們男女人口、貂皮裘衣，企圖離間他們聯合的友好關係，這項計劃並沒有實現。我懷疑匈奴再度派使者到羌人那裡，從沙陰一帶取道鹽澤，經過長阬，進入窮水塞，南面抵達屬國，聯合先零部落。臣恐怕羌人的變動並不僅此而已，且他們將會聯手其他勢力，應當趕在事情尚未發生前作好準備」，一個多月後，羌侯狼何果然派遣使者到匈奴借兵，準備攻打鄯善、敦煌以斷絕漢朝往來西域的通道。趙充國認為：「狼何，是小月氏的一支，位於阳关的西南方，他們勢必不可能單獨作出這樣的計劃，我懷疑匈奴的使者已經到達羌人部落中，先零、䍐、开等部落因此解除仇怨訂立盟約。等到秋高馬肥時，亂事必定會發生。應派出使者巡視邊防軍隊預作準備，巡視告誡羌人各部，不讓他們相互消解仇恨，以便查明他們的陰謀」，於是丞相、御史再次請示派遣義渠安國出使羌人諸部，了解其動向。義渠安國抵達後，召集先零各部落首領三十多人前來，認為他們尤其兇暴狡詐，將他們一律誅殺，又縱兵攻打他們的部族，斬殺了一千多人。於是所有先前歸順漢朝的羌人部族以及歸義羌侯楊玉等人都懷恨懼怕，失去原有的信任，他們因此脅迫劫持弱小的部族，背離漢朝侵犯邊塞，攻打城邑，殺害官吏。義渠安國以騎都尉的身分率領三千騎兵防備羌人，到達浩亹時，被羌兵攻擊，損失了數量眾多的車輛、輜重和兵器。義渠安國帶兵撤退，抵達令居後，將情況會報給漢宣帝。這一年，是神爵元年的春天。
當時趙充國已經七十多歲，漢宣帝認為他已年老，便派御史大夫丙吉前去詢問誰可以擔任將帥，趙充國答道：「沒有比老臣更好的人選了」，漢宣帝又派人來問道：「將軍估計羌敵的情況如何，應當派遣多少人馬？」，趙充國說道：「百聞不如一見，軍事情況難以遙測，臣願意騎馬趕赴金城，制定出作戰方案後上奏。不過羌戎只是弱小的蠻夷，違逆天意而背叛，不久就會滅亡了，希望陛下把這事交給老臣處理，不需為此憂慮」，漢宣帝笑著回道：「可以」。
趙充國到達金城，集結了一萬名騎兵後，準備渡過黃河，卻又擔心被羌人攔阻，便在夜間先派三校人馬銜枚渡河，過河後立即安營置陣，等到天亮時，陣地已經架設好，趙充國這才開始按次序讓大軍全部渡河。羌人有百來名騎兵前來，在漢朝軍隊附近出沒。趙充國說：「我方軍馬才渡過黃河不久，仍然很疲倦，不能奔馳追逐敵人。這些羌人都是驍勇的騎兵難以制服，又恐怕這是敵人的誘兵之計。攻擊羌人要以全殲他們為目標，微小的利益不值得貪求」，趙充國遂傳令部隊不必出擊。之後派出騎兵到四望陿一帶偵查，沒有發現羌人的蹤跡。就在夜晚帶兵上行至落都，然後召集各校的司馬，對他們說道：「我就知道羌人不善用兵。假使他們調派幾千人駐守在四望陿，我軍哪能向前推進呢！」。趙充國用兵，經常把派遣斥侯到遠處偵察作為重要事務，行軍時一定要作好戰鬥準備，駐紮時一定要加固營壘，尤其能夠謹慎穩重，愛護士兵，事先計劃好後才進行作戰。趙充國率軍繼續向西前進到西部都尉府，每天犒勞軍士，士卒們都想為他效力。羌人數次前來叫戰，趙充國一律堅守不出。後來捉到了俘虜，俘虜供稱羌人各首領都互相埋怨說：「就和你說不要造反，今日天子派遣趙將軍前來，雖然他有八九十歲了，但善於用兵。現在想決一死戰，還有可能嗎？」。
趙充國的兒子趙卬擔任右曹中郎將，率領期門佽飛、羽林孤兒、胡越騎兵作為分支部隊，抵達令居。羌人出擊斷絕了漢軍的運輸通道，趙卬把此事上奏。漢宣帝於是下詔命將八校尉與驍騎都尉、金城太守聯合搜捕山間的羌兵，以打通道路。
起先，羌族中的䍐、开部族首領靡當兒派弟弟雕庫前來告訴都尉說先零打算反叛，幾天過後，先零果然起兵造反。由於雕庫的部族有許多人混跡在先零之中，都尉就把雕庫扣留作為人質。趙充國認為雕庫並沒有罪，就遣送他回去告訴羌人首領：「大軍只殺有罪之人，你們自己分辨清楚加以區別，不要一同自取滅亡。天子告諭各部羌人，犯法者能夠捕獲斬殺其他罪犯，就可以免罪。斬殺有罪的大首領一人，可以得到四十萬錢的賞賜，斬殺中等首領，可以得到十五萬錢，斬殺下級首領，可以得到二萬錢，斬殺成年男子，可以得到三千錢，斬殺婦女、老人和小孩，可以得到一千錢，還要把他所捕獲的婦女、孩子以及錢財物品都交給他」，趙充國計劃要用恩威並施的方式招降䍐、开部族以及其他被脅迫叛亂的羌人，瓦解粉碎羌人的陰謀，等到他們困頓之時再發動攻擊。
這時漢宣帝已經徵召三辅、太常寺的減刑犯人，三河、潁川、沛郡、淮陽、汝南各郡的材官，金城、隴西、天水、安定、北地、上郡的騎士、羌人騎兵，以及武威、張掖、酒泉太守各自駐守在郡中的軍隊，總共六萬人。酒泉太守辛武贤上書說：「各郡的兵力都駐守在祁连山南邊，北方空虛，這種情況勢必不會堅持太久。有人說到秋冬時再出兵攻擊，這是當敵人在境外時我方採取的策略。現在敵人朝夕騷擾，土地又寒冷貧瘠，漢朝的馬匹不能在此地過冬，駐紮在武威、張掖、酒泉的一萬多匹戰馬，大多皆瘦弱不堪。可以增加馬的飼料，在七月上旬的時候攜帶三十天的糧草，同時從張掖、酒泉分別派兵一同攻打位在鮮水上游的䍐、开部族。敵人把牲畜視為命根，現在都已離散，我方分兵出擊，即使不能全部誅殺乾淨，仍能奪取他們的牲畜，俘虜他們的妻子兒女，再退兵返回。到了冬天再出擊，大軍頻繁發動攻勢，羌人必定會土崩瓦解」。
天子就把這份奏書交給趙充國，命令他偕同校尉以下通曉羌人情況的官吏、兵士廣為討論。趙充國和長史董通年認為：「辛武賢想輕率地帶領一萬名騎兵從張掖分兩路出發，來回就有千里之遠。以一匹馬自身馱負三十天糧食計算，需要帶二斛四斗米，八斛小麦，還要帶上裝備兵器，如此馬匹就難以馳逐奔跑了。等到艱辛疲憊的抵達後，敵人一定計算好軍隊的行程，逐漸撤退離去，沿著水草之地進入山林之中。如果跟隨敵人而深入，敵人就會佔據前面的險阻，把守後面的要塞，來斷絕我方的糧道，這樣一來必定會出現傷亡危險的憂患，被夷狄們所恥笑，陷入萬劫不復的境地。而辛武賢認為可以奪取敵人的牲畜，俘虜他們的妻子兒女，這不過是一句空話，並非是最好的計策。此外，武威、張掖都處在北部要塞之地，有暢通無阻的山谷和充足的水草。臣恐怕匈奴和羌人早有謀劃，將要大舉入侵，希望能攔腰切斷張掖、酒泉通往西域的道路，如此則兩郡的軍隊更加不能出動。先零首先發動叛亂，其他部落只是被它所劫持。所以臣有一個愚計，打算不計較䍐、开部落昏庸愚昧的過錯，隱瞞而不去張揚，先把先零消滅後來震動他們，應該讓他們悔過自新，藉此赦免他們的罪行，然後選派了解羌人風俗的優秀官員去安撫和睦他們，這才是保全軍隊穩操勝券的安邊之策」，天子把這封奏書交給百官商討，公卿大臣們皆認為先零兵勢強盛，䍐、开部落又從旁幫助，如果不先攻破䍐、开，則先零就不容易對付。
漢宣帝拜侍中樂成侯許延壽為強弩將軍，就地任命酒泉太守辛武贤為破羌將軍，賜給他蓋有璽印的詔書嘉許並採納他的計策。又下書責備趙充國說：
皇帝問候後將軍，在外行軍極為勞苦。
將軍計劃想至正月時再進攻䍐羌，羌人此時應已收割好麥子，將妻子兒女遷移到遠方，集結了精兵一萬人將要入侵酒泉、敦煌。我方邊境軍隊人數稀少，要百姓負起守衛工作的話就無法進行耕作。現在張掖以東地區的粟米一石賣到一百多錢，草料枯木一捆賣到幾十錢。各處同時間運輸糧草，使百姓們感到煩擾。將軍率領一萬多人的大軍，不及早趁秋天共享水草的便利之機爭奪其牲畜和糧食，卻想等到冬天，這時敵人都已經積蓄糧食，且大多憑藉天險藏匿在深山之中，將軍的士卒由於寒冷，手足凍裂，難道還會佔有優勢嗎？將軍不顧念國家的耗費，打算用幾年的時間來取得微薄的勝利，為將者有誰不樂於此道呢！ 
現在朕已詔令破羌將軍辛武賢帶兵六千一百人，敦煌太守帶兵快滿二千人，長水校尉富昌、酒泉候冯奉世率領婼羌、月氏的士卒四千人，總共大概一萬二千人左右。帶上三十天的糧草，在七月二十二日出擊䍐羌，進入鮮水北岸的曲折處，離酒泉八百里，離將軍一千二百里。將軍就帶兵從便道向西同時推進，即使不能相會合，讓敵人聽聞東方北方的軍隊一同前來，也可分散敵人的鬥志，離散他們的黨羽，即使不能全殲敵人，也應當會瓦解他們。我已詔令中郎將趙卬率領胡越佽飛的射士、步兵二校，增加將軍的兵力。

現在五星出現在東方，對中國大為有利，蠻夷必將大敗。太白星出現在高處，對用兵深入敢於作戰者吉利，不敢作戰的人有危險。將軍趕緊打點行裝，順應天時，誅殺不義，一定會萬無一失，將軍不要再有所疑慮。
趙充國收到責備的詔書後，認為將領帶兵在外，應當依據情況堅持立場，以安定國家。於是他上書謝罪，同時陳述用兵的利害關係，說：
臣私下見到陛下前不久賜給騎都尉义渠安国的詔書，讓他選擇羌人中可以出使䍐羌者，向羌人告喻大軍將要抵達，而漢朝不會誅殺䍐羌部族，用以瓦解他們的陰謀。陛下的恩澤無比深厚，不是微臣所能比得上的。臣私下讚美陛下聖德無量，妙計無窮，所以就派开羌的首領雕庫宣揚天子的恩德，䍐、开部落都已聞悉英明的韶令。現在先零羌的楊玉率領騎兵四千人以及煎鞏的騎兵五千人，以山石樹木作為險阻，等候時機準備入侵，䍐羌卻沒有侵犯的舉動。現在卻把先零放在一邊，決定先去攻打䍐羌，開釋有罪者，誅殺無辜，引起一方危難，受到兩方禍害，這實在不是陛下本來的計劃啊。
臣聽聞兵法上說：「進攻力量不足者，進行防守則綽綽有餘」，又說：「善於戰鬥者控制他人，而不被他人所控制」，如今䍐羌想去入侵敦煌、酒泉，我們就應整頓兵馬，訓練士卒，等待他們的到來，這就是坐著便可制服敵人的戰術，以逸待勞，為取勝之道。現在擔心兩郡的兵少不足以防守，卻發動他們進行攻擊，放棄制服敵人的戰術而選擇為敵所制的方法，臣下愚蠢地認為這並不妥當。先零羌打算反叛漢朝，所以就同䍐羌、开羌解除前仇而訂立盟約，但他們的內心卻不能不害怕漢軍抵達後䍐、开部族會背棄他們。臣愚蠢地認為先零的計謀是想先幫助䍐羌、开羌的急難，用以堅固他們的盟約，先攻打䍐羌，先零一定會派兵援助。現在敵人的馬匹肥壯，糧草正豐盛，攻打他恐怕對其造成不了傷害，反倒使先零得以施恩德於䍐羌，讓他們更加堅定盟約，聯合黨羽。羌人如果盟約堅固黨羽聯合的話，精銳部隊可以達到二萬多人，再脅迫其他弱小部落，依附者數量越多，像莫須這樣的小部族就不會輕易離開了。如此，敵人兵力漸增，要殲滅他們就需用數倍的力量，臣恐怕國家的憂患和負擔要用十年來計算，不是兩三年就可以解決的。
臣下得以受到天子的厚恩，父子同為朝廷顯要官員。微臣官至九卿。爵封列侯，年齡也已七十六歲了，為奉行英明的詔令而拋尸溝壑，死而不朽，沒什麼好顧慮的。只是考慮到自己對用兵的利害最為熟悉，所以微臣的計策，是先誅滅先零，之後䍐羌、开羌等部族不需用兵便可制服。若先零被剿滅後䍐羌、开羌仍不臣服，等到正月再去攻打他們，如此既得用兵的道理，又合用兵的時機。

以現在的時機進軍，實在看不到有利之處，希望陛下明察決斷。
趙充國於六月上奏，到了七月漢宣帝封璽書給他表示依從其計策。
趙充國帶兵抵達先零所在之地。先零因駐紮時間已久，而放鬆了警惕，見到大軍出現，就丟棄車輛輜重，想渡過湟水逃竄，道路狹窄，趙充國就慢慢地行軍驅趕敵軍。有人說追逐應當快速，如此行進的速度太過緩慢，趙充國說：「這些窮途末路的敵軍不可緊追。我方緩慢追趕，他們就會忙於逃跑而不回頭，追急了他們就會回頭決一死戰」，各校尉都說：「好」，敵軍投水溺死者有數百人，投降以及被斬首的有五百多人，俘獲馬、牛、羊十多萬頭，車子四千多輛。軍隊抵達䍐羌所在的地方後，趙充國下令軍隊不可焚燒村落與不准到農田裡割草放牧。䍐羌知道消息後，高興的說：「漢軍果然不攻打我們！」䍐羌首領靡忘派人來說：「希望能夠返回到原來的地方」，趙充國把此事上報給天子，還沒有得到回答。靡忘親身前來歸順，趙充國賜給他飲食，放他回去告諭同族的羌人。護軍以下的軍官都向趙充國爭論這件事，說：「這是反賊，不可以擅自放走」，趙充國說：「各位只想替自己打算，而不是為國家忠心考慮」，話還沒說完，回覆的璽書就到了，命令按照將功贖罪的方式處理靡忘。後來䍐羌最終沒有用兵即告平定。
這年秋天，趙充國生病了，漢宣帝賜書給他說：「告喻後將軍，聽說您苦於腿腳疼痛，虛寒下泄，將軍年邁再加疾病，恐怕會因此而去世，朕對此很憂慮。現朕已下詔令破羌將軍到達駐地，作為將軍的副手，趕緊趁著天候有利，官兵銳氣正旺，在十二月攻打先零羌。假若病情加重，將軍可留在駐地不出動，只要派破羌、強弩將軍出擊就可以了」，這時羌人投降的已有一萬多人。趙充國考慮到他們必定會崩壞，就準備撤回騎兵進行屯田，坐等敵方疲蔽。趙充國寫好奏書還沒有上報，正好要求進軍的璽書抵達，中郎將趙卬感到害怕，就派門客去勸諫趙充國說：「假使命令軍隊出擊，軍隊失利將領遭到殺害，而使國家面臨傾覆的危險的話，將軍固守是可以的。如果從利弊考量出發，那又有什麼好爭論的呢？一旦您不合皇上的旨意，皇上派繡衣使者來責備將軍，將軍將自身難保，哪裡還顧得上國家安危呢？」，趙充國嘆聲回道：「你這話是何等的不忠啊！如果一開始就聽我的建議，羌患能到這樣的局面嗎？以前推舉可以先行巡視羌人的人選，我推舉辛武賢，丞相御史卻舉薦皇上派遣義渠安國，導致羌事敗壞。金城、湟中等地的穀糧每斛八錢，我告訴耿中丞，只要買來二百萬斛穀糧，羌人就不敢輕舉妄動。耿中丞申請買一百萬斛，最後只得到四十萬斛。義渠安國兩次出使羌人，耗費將近一半。錯失這二個計策，羌人才敢於叛逆。失之毫釐，差之千里，已成為事實。如今兵事曠日持久不能結束，萬一四方夷狄突然有動靜，乘亂而起，即使是有見識者也無法妥為處理善後，那裡只有羌人值得擔憂呢！我堅定死守的策略，賢明的君主是可以進獻忠言的」，於是就呈上屯田的奏書道：
臣下聽說軍隊是用來彰明道德懲除禍害的，所以用兵得勝在外，那麼福慶就顯現在內，因此不可不小心謹慎。臣所率領的官兵、馬、牛的糧草，一個月要花費糧穀十九萬九千六百三十斛，盐一千六百九十三斛，乾草二十五萬零二百八十六石。戰亂長久不能解除，徭役就不會停止。又怕其他夷狄突然有不可預料的變亂，隨之一同生變，成為明君的憂患，這實在不是朝廷以往制定戰勝敵人的策略。況且羌敵容易用計來攻破，難以用兵力去粉碎，所以臣下認為出擊是不便的。

估計從臨羌向東到浩亹，羌敵的舊田及公田，百姓還沒有開墾的土地，面積可達到二千頃以上，中間的驛站大多毀壞破敗。臣不久前部置士兵進山，砍伐大小樹木六萬多棵，都放在水邊。臣希望撤回騎兵，僅留下減刑的犯人和應募的士兵，以及淮陽、汝南的步兵和官兵的私人隨從，一共有一萬零二百八十一人，一個月花用穀糧二萬七千三百六十三斛，鹽三百零八斛，分別駐紮在要害之地。等到堅冰溶解後就可以運木而下，修繕驛站，疏通溝渠，整治湟驥以西道路上的橋樑七十座，使其可以通到鮮水附近。耕作開始後，每人可以授田二十畝。到四月牧草長出，徵調郡縣騎兵和所屬胡人部落騎兵中強健者各一千人，配上十分之二的副馬，放牧吃草，作為耕田者的巡邏隊。把屯田的收入用來充實金城郡，增加積蓄，可以節省很大一筆花費。現在大司農所運來的穀糧，足以維持一萬人一年的食用。謹呈屯田的地點以及所需器具用品的賬簿，希望陛下裁斷准許。
漢宣帝回書說道：「皇帝問候後將軍，您說撤退騎兵而留一萬人屯田，如果按照將軍的計策，敵人何時可以消滅，兵事何時能夠解決？請仔細衡量計策的便利之處，然後再回奏」，趙充國把情況上報說：
臣聽說帝王的軍隊，以能保全自己而取勝，所以它重視謀略而輕視戰爭。能百戰百勝，並不是最好的，所以首先就要使敵人不能戰勝我方再來等待時機去戰勝敵人。蠻夷的習俗雖然不同於禮義之邦，但他們在趨利避害，愛護親戚，害怕死亡方面，都是一樣的。如今敵人失去肥沃的土地，茂盛的草原，愁於寄居他鄉，遠離故土，骨肉離心，人人懷有背叛的心意，此時英明的君主班師罷兵，留下萬人屯田，這是順應天時，利用地利，來等待可以戰勝敵人的機會，即使敵人沒有即時伏罪，戰事仍可望在一年內解決。羌敵被瓦解，前後投降的就有一萬零七百多人，還有接受我的勸說離去的共有七十批人，這些都是坐待羌敵瓦解的詳細情況。

臣謹列舉十二點不出兵而留守屯田的好處。步兵九校，官兵共萬人，留守屯田作為武裝防衛，靠田收穀，恩威並行，這是第一點。又乘機排擠羌敵使其受挫，讓他們不能回到肥沃的地方，貧困將使他們無法團結，逐漸形成羌敵自相叛離的局面，這是第二點。當地的居民能夠和屯田士兵在一起耕作，沒有耽誤農民的本業，這是第三點。軍隊及馬匹一個月的糧草，估計可供屯田士兵用一年，撤回騎兵可以節省大筆開支，這是第四點。到春天時檢閱武裝的士兵，沿著黃河、湟水運送糧食到臨羌，向羌敵展現揚威，此乃可以傳給後代用以抵禦侵略的方法，這是第五點。用空閒時間運出所砍伐的樹木來整治驛站，充實金城，這是第六點。軍隊出擊，冒著危險才能僥倖求取勝利，不出擊，讓反叛之敵逃竄於風霜寒冷之地，遭受霜露疾病瘟疫凍瘡斷指之苦，這是坐著就能克敵致勝的方法，這是第七點。沒有經歷險阻和長途追趕而造成死傷的危害，這是第八點。對內沒有破壞國家威武的形象，對外沒有使敵人得到可乘之機，這是第九點。又沒有驚動黃河以南大开、小开部落的羌人，使其產生變亂的憂患，這是第十點。修治了湟驥中間道路的橋樑，使之可以到達鮮水，用以控制西域，揚威千里，行軍就像跨過枕席一樣容易，這是第十一點。巨大的開支已經節省了，就可以免除百姓的徭役，用以警惕意外之事，這是第十二點。留守屯田可以得到十二種好處，出兵就會失去這十二種好處。臣趙充國才能低下，年老體衰，不懂長遠之策，希望陛下詔令公卿廣泛細緻地討論臣下所言，並加以採納。
漢宣帝又賜書回答道：「皇帝問候後將軍，您所說的十二點好處，朕已知道。敵人雖然沒有被消滅，戰事可望在一年結束。一年就行，是指今年冬天，還是指別的時間呢？將軍難道就不考慮敵人知道大量撤軍後，將會集合壯丁，攻打騷擾耕種的人以及道路上駐守的士兵，重新燒殺搶掠百姓，將用什麼來阻止敵人呢？另外，大开羌、小开羌先前曾說：『我們向漢軍報告了先零所在的地點，漢軍不前去攻打，長時間留守，會不會像本始五年那樣不分青紅皂白一起攻擊我們？』他們心中常常害怕。如今軍隊不出動，他們會不會發生變故，與先零結為一體？希望將軍仔細考慮後再報告」，趙充國上奏說道：
臣聽說用兵以計謀作為根本，所以謀算多的戰勝謀算少的。先零羌的精銳部隊現在剩下的不超過七、八千人，丟失土地，客居遠方，分崩離析、忍飢挨凍，䍐、开、莫須諸羌又時常搶劫他們年老體弱的人以及牲畜財產，反叛投誠者絡繹不絕，羌人都知道天子明令捕獲斬殺反叛者可以得到賞賜。臣認為羌敵的崩壞指日可待，最遲就在明年春天，所以說戰事解決可望在一年之內。我看到北邊從敦煌到遼東一萬一千五百多里，守衛沿邊要塞和烽火台的官兵只有幾千人，敵人多次用大軍來攻打也無濟於事。現在留下步兵士卒一萬人屯田，地勢平坦，又有許多高山可供遠望的便利，使各個部隊互相保衛，修築濠溝壁壘，瞭望木樓，營壘之間相連不斷，備置武器劍弩，整修作戰用具。烽火一舉，兵勢相及，力量集中，以逸待勞，這是用兵的有利條件。臣認為屯田對內有不花軍費的好處，對外還有防守抵抗的準備。騎兵即使撤走，敵人看到仍有一萬人留守屯田，那他們土崩瓦解、歸附朝廷的日子就不會久了。從現在起不超過三個月，敵人馬匹瘦弱，一定不敢把他們的妻子兒女放在其他部落中，遠途跋山涉水前來入侵。又看到屯田的兵士有精兵一萬，最終不敢再帶著他們的妻子兒女重新返回舊地。臣下的這個計策，是估計到敵人將一定會就地瓦解，不用戰鬥就可自行敗亡。至於小股敵人的侵犯，不時殺戮百姓，這原先就不能完全禁止。臣聽說戰爭不能必勝的話，就不要輕易交鋒；攻擊不能一定獲取勝利的話，就不要興師動眾。真的要是命令軍隊出擊，即使不能消滅先零，如果能讓敵寇再也不能進行小規模侵犯的話，那麼出兵是可以的。現在同樣不能禁止敵人小規模地入侵，又放棄坐等取勝的方法，採取冒險之勢，前去最終不會得利，卻使內部空虛自己疲憊，削減實力而自我損耗，這並不是用來向蠻夷示威的好辦法。另外大兵一旦出擊，回來時就不能再留下，湟中地區卻又不能不防守，如果這樣，徭役又要重新徵發。況且匈奴不可以不防備，乌桓不可以不憂慮。現在長期運輸耗費巨大，傾盡國家的戰備儲蓄來供應一處，臣以為不妥。校尉辛臨眾有幸得以秉承威德，攜帶豐厚的錢財，安撫各個羌人部落，宣布詔令，羌人應該都會趨從教化。即使他們前段時間曾說「會不會像本始五年那樣呢？」，也應當不會有其他想法，不值得因為這個緣故出兵。臣私下考慮，奉詔出塞，率軍遠征，用盡天子的精兵，將車馬武器拋散在山上野地，即使沒有點滴功勞，也可得到避嫌的好處，而沒有事後的過失和責罰，這只是對人臣不忠於職守有利，對明主和國家都是沒有好處的。臣下有幸得以率領精兵，討伐不義，卻長期拖延上天對敵人的懲罰，罪該萬死。陛下寬大仁慈，不忍心殺我，讓臣幾次得以仔細考慮。現在臣的計劃已制定好，不避斧鈸之刑，冒死陳述愚見，望陛下明察。
趙充國的奏書每次上報，都被交給朝中公卿大臣討論。剛開始贊同趙充國計策者只有十分之三，中期有十分之五，最後有十分之八都贊成。漢宣帝下詔質問先前說趙充國計策不好的人，他們都磕頭認錯。丞相魏相說：「臣下愚蠢不懂得軍事上的利害關係，後將軍幾次謀定軍策，他說的話都正確無誤，臣下保證他的計策一定可行」，漢宣帝於是回書給趙充國說：「皇帝問候後將軍，您上書講述可以戰勝羌敵的道理，現在聽從將軍，將軍的計策良善。請把留守屯田以及應當撤回人馬的總數上報。將軍多進飯食，謹慎用兵，善自珍重」，漢宣帝由於破羌、強弩兩位將軍多次說應當出擊，又因趙充國屯田的地方分散，怕遭到敵人侵犯，於是同時採納了他們兩方的計策，詔令兩位將軍同中郎將趙卬出兵攻打羌人。強弩將軍的部隊出擊，降服羌人四千多，破羌將軍出兵殺敵二千人，中郎將趙卬殺敵以及俘虜羌人也有二千多，而趙充國所俘虜的羌人亦有五千多名。於是詔令撤軍，只留下趙充國屯田。
第二年五月，趙充國上奏說道：「羌人原本大概有五萬人的軍隊，被殺的共有七千六百人，投降的有三萬一千二百人，淹死在黃河、湟水中以及因飢餓而死的有五六千人，最後估計逃脫以及與煎鞏、黃羝一同流亡的不超過四千人。羌人首領靡忘等人責成自己一定要擒獲他們，請求撤走屯田的部隊」，奏章被許可，趙充國整頓軍隊班師而回。
趙充國的好友浩星賜迎接他並勸說道：「大家都以為破羌、強弩兩位將軍出兵攻敵，大量殺敵收降，敵人才得以消滅。但有見識者都認為敵人已勢窮力薄，軍隊即使不出擊，敵人也一定會自己降服。將軍如見到皇上，應歸功於兩位將軍的出擊，說兩位將軍不是臣所能比得上的。如果這樣，將軍的計策就沒有過失了」，趙充國說道：「我年紀已老了，爵位也到了極點，難道還因避嫌一時的功勞而欺騙聖明的君主嗎！軍事形勢是國家的大事，應當為後代所效法。老臣如果不在有生之年明白地告訴陛下用兵的利害關係，一旦突然死去，有誰還能再告訴陛下呢？」，最終仍按照自己的意見向漢宣帝陳報。漢宣帝也認同他的計策，罷免破羌將軍辛武賢的職位，讓他重歸酒泉太守之職，趙充國再度擔任後將軍衛尉。
那年秋天，羌人若零、離留、且種、兒庫一起斬下先零首領犹非、楊玉的頭顱，同其他首領弟澤、陽雕、良兒、靡忘率領煎鞏、黃羝部落四千多人投降了漢朝。若零、弟澤兩人被封為帥眾王，離留、且種兩人被封為侯，兒庫被封為君，陽雕被封為言兵侯，良兒被封為君，靡忘被封為獻牛君。在金城設立屬國來安置投降的羌人。
漢宣帝下令舉薦可以擔任護羌校尉的人選，這時趙充國生病，四府推舉辛武賢的小弟辛湯出任。趙充國急忙起身上奏道：「辛湯酗酒，不可掌管蠻夷事務，不如派辛湯的哥哥辛臨眾」，當時辛湯已經接受了符節，又下詔改命辛臨眾為護羌校尉。後來辛臨眾因生病免官，五府再度舉薦辛湯出任，辛湯時常醉酒怒罵羌人，羌人因而反叛，完全應驗了趙充國所說的話。

### 生榮死哀
趙充國請求退休後，獲賜一輛四匹馬拉的坐車、黃金六十斤，免職回家。朝廷每當有關於四方夷狄事務的重大討論，經常請他參與軍事謀劃，向他詢問計策方略。甘露二年趙充國去世，享年八十六歲，谥号「壯」。
當初，趙充國因立下的功勳同霍光相當，而將他的畫像懸掛在未央宫。汉成帝年間，西羌曾有動亂，漢成帝懷念將帥大臣，追思並讚美趙充國，遂詔令黃門郎扬雄在趙充國的畫像旁題辭，頌揚他的功績。

## 評價
- 何去非：西漢中興之名將，無若趙充國，史稱其沉勇有大略。觀其為兵，期於克敵而已，每以全師保勝為策，未嘗荀竟於一戰。故其居軍無顯赫殲滅之效，卒至勝敵於股掌之上。安邊定寇，皆出其畫，而獨收其成勳，他將無與焉，幾於所謂無智名、勇功之善者也[5]。
- 黃震：趙充國老成持重，為國家計，為民生計，而功名之念不入其心。漢世諸將，孰能與比？其謂明主可與忠言，謂老臣不以餘命一為陛下明言，誰當複言之者。篤信力行，不遷就、不回撓，凜然古大臣之風烈，又非特才智而已也。嗚呼，使充國得任天下，當如此兵矣，奈何獨使之參兵謀而已耶[6]。
- 朱軾：充國料敵制勝，如善奕者之先局無遺算，終局可覆舉，橫斜曲直，後先左右，雖回易再四，而一著不差。詩曰：「方叔元老，克壯其猶」，充國可謂老謀壯事矣。昔大禹惟順水之性以治水，故能建非常之原而萬世永賴。營平惟因羌之情以致羌，故能操不戰之勝而四夷來王。而是時公卿不怙其前非，朝廷不回於眾議。師中錫命，閫外伸威，尤中興氣象哉[7]。
- 蔡東藩：若趙充國之控禦諸羌，能戰能守，好整以暇，及請罷兵屯田，尤為國家根本之計，老成勝算，非魏相等所可幾及，而宣帝卒專心委任，俾得成功。有是臣不可無是君，充國其亦幸際明良哉[8]。
- 成海應：爲將者，必謀深而計遠，故衆人固不識也，輒妄論其得失，當充國討羌時，漢廷議臣甚多，初是充國計者，什三，中什五，最後什八。向微宣帝委任，則充國安得成功。考充國本計，不輕戰而待彼敝矣，屯田非其實也。安有屯田未穫而遽撤還，留穀以資羌哉。蓋其計劃素定，故特假屯田名以鎭之耳。然明言兵之利害，不歸功武賢，卒以此其子卬，被告而死。其心誠出於爲國，而跡涉於爭功，功名之際，不亦可愼乎[9]。

## 家族
- 趙卬，趙充國之子，任官右曹中郎將。起初，破羌將軍辛武贤在軍中時常與中郎將趙卬閒聊，趙卬曾說：「車騎將軍張安世開始時曾不合皇上的心意，皇上想殺死他，我家將軍認為張安世手持囊袋、頭插著毛筆事奉漢武帝數十年，被公認忠心謹慎，應當保全他。張安世才得以免於一死」，等趙充國回朝同漢宣帝談論軍事，辛武賢被罷官回任原職，內心深為痛恨趙充國，就上書狀告趙卬洩露宮廷中的話語，趙卬因違反禁令進入趙充國幕府司馬內擾亂屯兵而被送交官吏審訊，下獄後自殺而死[1][4]。
- 趙弘，趙充國之子，襲封營平侯爵位[1]。
- 趙欽，趙弘之子，襲封營平侯爵位，娶汉宣帝女兒敬武公主為妻[1]。
- 趙岑，敬武公主因未與趙欽生下子嗣，遂指使趙欽的良人習偽稱懷孕，實際上卻是抱養他人的兒子，趙欽死後趙岑襲封營平侯，良人習也成為太夫人，但趙岑的生父母卻無止境的索要錢財，最終雙方憤恨互相控告，趙岑因並非趙欽的親生子而被廢除爵位，封國遭撤銷[1]。
- 趙伋，趙充國曾孫，汉平帝元始年間重新續封功臣的後代，趙伋再度襲封為營平侯[1]。

## 延伸閱讀
[在维基数据编辑]
 《漢書·卷069》，出自班固《漢書》